# Inkwizytorzy francuscy
Inkwizytorzy francuscy – katalog papieskich inkwizytorów działających w Królestwie Francji oraz na francuskojęzycznych obszarach Świętego Cesarstwa (Lotaryngia, Burgundia, zachodnia Szwajcaria, a także włoskojęzyczna Dolina Aosty).
Inkwizytorzy działający na obszarach francuskojęzycznych początkowo nie mieli stałych siedzib. Dopiero zamordowanie inkwizytorów Guillaume’a Arnaud i Étienne’a de Saint-Thibéry w Avignonet w 1242 spowodowało tworzenie stałych trybunałów inkwizycyjnych o ściśle rozgraniczonych obszarach jurysdykcji. W ramach francuskiej inkwizycji można wyróżnić następujące obszary:
- Langwedocję, gdzie od 1243 działały stałe trybunały w Tuluzie i Carcassonne,
- północną Francję – podlegającą co do zasady jurysdykcji inkwizytora generalnego w Paryżu, gdzie jednak od czasu do czasu tworzono dodatkowe okręgi inkwizytorskie (np. dla metropolii Tours czy diecezji w południowych Niderlandach),
- prowincję burgundzko-lotaryńską, obejmującą zachodnie obszary Cesarstwa (archidiecezję Besançon oraz diecezje Metz, Verdun, Toul, Sion, Lozanny i Genewy), gdzie początkowo prawdopodobnie działał jeden inkwizytor na całą prowincję, ale później (około połowy XV wieku) rozgraniczono ją na mniejsze okręgi (początkowo trzy, w XVI wieku prawdopodobnie pięć),
- prowincję Prowansję, tj. obszary na wschód od Rodanu, gdzie działało dwóch inkwizytorów, ale bez na stałe rozgraniczonych okręgów.

Prowansja została powierzona przez papieża franciszkanom, natomiast na pozostałych obszarach inkwizytorami byli dominikanie mianowani przez paryskiego prowincjała zakonnego.
Poniższe katalogi z pewnością zawierają luki z uwagi na niedostateczny zasób dokumentacji pozwalającej na ich odtworzenie. W stosunkowo najmniejszym stopniu dotyczy to trybunałów w Langwedocji.

## Langwedocja
Główną siedzibą inkwizycji w pierwszych latach jej działalności była Tuluza, ale inkwizytorzy, których liczba wynosiła około pięciu naraz, działali przeprowadzając wizytacje w całej Langwedocji, nie mając na stałe rozgraniczonych między siebie okręgów:
- Pons de Saint-Gilles OP (1234–1235)
- Pierre Cella OP (1234–1244)
- Guillaume Arnaud OP (1234–1242)
- Arnaud Catala OP (1234)
- Étienne de Saint-Thibéry OFM (1235–1242)
- Ferrier Katalończyk OP (1242[2]–1243)

W 1243 synod w Narbonne utworzył dwa stałe trybunały w Tuluzie i Carcassonne. W każdym z nich do końca lat 70. XIII wieku działało po 2-3 inkwizytorów naraz, ale później wyznaczano już tylko po jednym dla każdego okręgu. Sporadycznie zdarzało się, że ten sam inkwizytor działał jednocześnie w obu okręgach.

### Trybunał w Tuluzie
- Bernard de Caux OP (1243–1248)
- Jean de Saint-Pierre OP (1243–1248 i ponownie 1255–1257)
  - Wakat (1248–1255)
- Renaud de Chartres OP (1255–1263)
- Guillaume Bernard de Dax OP (1257–1263)
- Guillaume de Montreveil OP (1263–1268)
- Pons du Pouget OP (1268–1273), w latach 1262–1276 inkwizytor Carcassonne
- Etienne de Gatine OP (1268–1273), w latach 1262–1276 inkwizytor Carcassonne
- Ranulphe de Plassac OP (1273–1275)
- Pons de Parnac OP (1273–1279)
- Hugues de Bouniols OP (1276–1279)
- Pierre Arsieu OP (1277–1278)
- Hugues Amiel OP (1278–1281)
- Jean Vigouroux OP (1281–1289)
- Pierre de Mucleone OP (1289–1293)
- Bertrand de Clermont OP (1293–1300)
- Foulques de Saint-Georges OP (1300–1302)
- Guillaume de Morieres OP (1302–1304)
- Arnaud Duprat de Condome OP (1304–1307)
- Bernard Gui OP (1307–1323)
- Pierre Brun OP (1324–1342)
- Pierre Gui OP (1342–1344)
- Jean de Moulins OP (1344–1348)
- Pierre Salgues OP (1348–po 1357)
- Pierre de Mercalm OP (przed 1363)
- Hugues de Verdun OP (przed 1372–1386)
- Bernard Bosquarel OP (1386–1404)
- Jacques Gilbert OP (1404–1407)
- Etienne de Lacombe OP (1407–1414)
- Jean Dupuy OP (1414–1431)
- Raymond de Tilio OP (1431–1435)
- Hugues le Noir OP (1435–1464)
- Antoine Thalussi OP (1465–1482)
- Antoine Martin OP (1483–1484)
- Antoine de Clede OP (1485–1494)
- Gaillard de la Roche OP (1494–1516)
- Raymond Gosin OP (1516–1531)
- Arnaud de Badet OP (1531–1536)
- Vidal de Becanis OP (1536)
- Louis de Rochette OP (1536–1538)
- Vidal de Becanis OP [ponownie] (1538–1547)
- Esprit Rotier OP (1547–1564)
- Pierre de Lalaine OP (ok. 1564?–1579)
- Pierre Lapalu OP (1580–1590)
- Arnaud de Saint-Fortis OP (1590–1599?)
- Jacques Lapalu OP (1599–1607)
- Pierre Girardel OP (1608–1633)
- Gabriel Ranquet OP (1633–1642)
- Jean-Dominique Rey OP (1643–1663)
- Vincent Baron OP (1663–1674)
- Jean Lepul OP (1674–1693)
- Antonin Massoulié OP (1693–1706)

### Trybunał w Carcassonne
- Ferrier Katalończyk OP (1243–1244)
- Pons Gary OP (1243)
- Pierre Durand OP (1243–1248)
- Guillaume Raymond OP (1244–1248)
- Bernard de Caux OP (1248–1249)
- Jean de Saint-Pierre OP (1248–1249)
  - Wakat (1249–1259)
- Guillaume Raymond de Pierrecouverte OP (1259–1262)
- Baudouin de Montfort OP (1259)
- Pons du Pouget OP (1262–1276), w latach 1268–73 także inkwizytor Tuluzy
- Etienne de Gatine OP (1262–1276), w latach 1268–73 także inkwizytor Tuluzy
- Jean Galand OP (1278–1286)
- Guillaume de Saint-Seine OP (1286–1293)
- Nicolas d'Abbeville OP (1293–1302)
- Geoffroy d'Ablis OP (1302–1316)
- Jean de Beaune OP (1316–1324)
- Jean Duprat OP (1324–1328)
- Henri de Chamay OP (1328–1336)
- Aymon de Caumont OP (1337–1348)
- Imbert de Sens OP (1350)
- Amedee de Langres OP (1351–1354)
- Etienne de l'Eglise OP (1357)[3]
- Guillaume Chevalier OP (1364–1369)
- Durand Salvan OP (1371–1387)[4]
- Pierre de Bancheyo OP (1391)
- Bonitus Litel OP (1391–1400)
- Pierre de Marvejols OP (1401–1422)
- Raymond de Tilio OP (1422–1431)
- Pierre Turelure OP (1431–1445)
- Jean Vineti OP (1445–1468?)[5]
- Miguel de Morillo OP (1468–1477)
- Jean Doublet OP (1477–1484?)
- Nicolas de Coutances OP (mianowany w 1484)
- Nicolas Certrugos OP (mianowany w 1498)
- Jean de Fevario OP (udokumentowany w 1509)[6]
- Raymond d'Abbatis OP (?–1539)
- Joseph Corrigié OP (1540–1577)[7]
- Pierre Radel OP (1577–1600)
- Joseph Bourguignon OP (1600–1635)
- Pierre Ranquet OP (1635–1658)
- Vincent Boissède OP (1659–1664)
- Pierre du Bourg OP (1664–1671)
- Vincent Barjac OP (1671–1678)
- Michel Jourdain OP (1678–1683)
- Jean Dominique de Flottes OP (1683–1685)
- Thomas Vidal OP (1685–1703)

### Trybunał w Pamiers (1295–1302)
- Arnold Déjean OP (1295–1302)

## Prowincja Francja

### Inkwizytorzy generalni w Paryżu
- Robert le Bougre OP (1233–1234 i ponownie 1235–1244)
- Simon Duval OP (1277–1278)
- Jean d'Aubigne OP (1285–1300)
- Wilhelm z Paryża OP (1303–1310)
- Aubert de Chalons OP (1330–1332)
- Guillaume Rouchin OP (1364)
- Jacques de Morey OP (1368–1386)
- Vital OP (1386–1389)
- Jean Polet OP (1413–1414)
- Pierre Floure OP (1417–1420)
- Jacques Suzay OP (1422)
- Jean Graveran OP (1424–1431)
- Guillaume Merici OP (1440)
- Jean Vineti OP (1443–1445)
- Roland le Cozic OP (1450–1465), inquisitor in Regno Franciae (1471–1479)
  - Jean Brehal OP, alter inquisitor in Regno Franciae (udokumentowany 1452–1463)
- Jean Watat OP (1465–1478)
- Thomas Heron OP (udokumentowany 1478–1491)
- Jean Cossart OP (udokumentowany 1493–1500)
  - Jean Brehal OP, inquisitor in Regno Franciae (mianowany w 1497)
- Guillaume Petit OP (1507–1513)
- Gilles Charconel OP (1514–1515?)
- Valentin Lievin OP (1515?–1536)
- Thomas Laurent OP, inkwizytor generalny (1536–1539), następnie inkwizytor Normandii (1543)
- Mathieu d’Ory OP, inquisitor in Regno Franciae (1536–1539), inkwizytor generalny (1539–1557)

#### Kardynałowie-inkwizytorzy mianowani w 1557
- Charles de Bourbon-Vendôme, kardynał-prezbiter S. Sisto i arcybiskup Rouen (zm. 1590)
- Charles de Lorraine-Guise, kardynał-prezbiter S. Apollinare i arcybiskup Reims (zm. 1574)
- Odet de Coligny de Châtillon, kardynał-diakon S. Adriano, administrator diecezji Beauvais (ekskomunikowany w 1563, zm. 1571)

### Inkwizytorzy metropolii Tours
- Laurent OP (?–1302)
- Maurice de Saint-Paul OP (1317–1325)
- Jean Aufroid OP (1335–1343)
- Arnaud Mandavin OP (1343–1344)
- Guillaume Chevalier OP (1351)
- Jean Tissier OP [?] (1382)
- Guillaume de Botdéru OP [?] (1483)
- Etienne Gobian OP [?] (1499)

### Inkwizytorzy w południowych Niderlandach
W drugiej połowie XV wieku, wraz z rozwojem zreformowanej, obserwanckiej Kongregacji Holenderskiej w zakonie dominikanów, niezależnej od prowincjała paryskiego, coraz częściej dochodziło do wyłączania diecezji w południowych Niderlandach spod jurysdykcji inkwizytora generalnego i mianowania dla nich oddzielnych inkwizytorów wywodzących się z Kongregacji Holenderskiej.
- Nicolas Jacquier OP, inkwizytor diecezji Tournai (1465–1472)
- Jean le Vasseur OP, inkwizytor diecezji Cambrai[8], Tournai, Arras i Thérouanne (1479–1491)
- Michel François OP, inkwizytor diecezji Cambrai[8](1482–1484), inkwizytor generalny Belgii (1493–1502)
- Jean Tourcoing OP, inkwizytor diecezji Cambrai pro lingua Gallica (mianowany w 1503)
- Johannes van Nijvel OP, inkwizytor diecezji Cambrai pro lingua Alemanica (mianowany w 1504)
- Nikolaus Venne OP, inkwizytor generalny Flandrii (1503–1505)
- Jean Beaufrene OP, inkwizytor diecezji Tournai (1503)
- Jean Frelin OP, inkwizytor diecezji Tournai (1504–1517)
- Mathias Capitoli OP, inkwizytor diecezji Arras, Amiens i Thérouanne (mianowany w 1504)
- Jacques d'Arras OP, inkwizytor diecezji Arras (mianowany w 1513)

W 1515 całe Niderlandy weszły w skład nowo utworzonej prowincji dominikańskiej Germania Dolna (Germania Inferioris).

### Pozostali
- Pierre Condelori OP, inkwizytor archidiecezji lyońskiej oraz diecezji Clermont i Macon (1322–1323)
- Nicolas de Peronne OP, inkwizytor diecezji Cambrai (1403–1411?)
- Pierre Barra OP, inkwizytor metropolii lyońskiej (1413)
- Sebastian l'Abbe OP, inkwizytor metropolii Rouen (mianowany w 1433)
- Elias Guiberti OP, inkwizytor Akwitanii (1474–1493)
- Jean OP, inkwizytor metropolii lyońskiej (mianowany w 1476)
- Pierre Cordrat OP, inkwizytor metropolii Bourges (mianowany w 1478)
- Mathurin Expiard OP, inkwizytor metropolii lyońskiej (mianowany w 1478)
- Jean de Fraxinis OP, inkwizytor Akwitanii (mianowany w 1508)
- Rodulphe Lambert OP, inkwizytor metropolii Rouen (zm. 1532)

## Burgundia–Lotaryngia
Tytulatura inkwizytorów działających w tej prowincji w XIII i XIV wieku jest zmienna i nie można wykluczyć, że już wtedy zdarzało się, że była dzielona na mniejsze okręgi, jednak zachowana dokumentacja jest zbyt skromna, by formułować w tej kwestii kategoryczne wnioski.
- Etienne de Bourbon OP (1247–1255)
- Gui de Reims OP, inkwizytor Burgundii (1298)
- Ralph de Ligny OP, inkwizytor Lotaryngii (1307)
- Gerard d'Auxonne OP, inkwizytor metropolii Lyon i Besançon (1310–1312)
- Garin de Bar-le-Duc OP, inkwizytor diecezji Besançon, Genewy, Sion, Verdun, Metz, Toul i Lozanny (1326)
- Renaud de Ruisse OP, inkwizytor Lotaryngii (1345)
- Henri Chadim OP, inkwizytor Besançon (1349)
- Jean de Fontaine OP, inkwizytor Lotaryngii (1355–1356)
- Jean Lemoine OP, inkwizytor Besançon (1364)
- François Moudon OP, inkwizytor w Lozannie (1375)
- Martin d'Amance OP, inkwizytor Lotaryngii (1377–1381)
- Humbert Franconis OP, inkwizytor w Lozannie (1398–1404)
- Jean des Clées OP, inkwizytor w Lozannie (1417)
- Laurent de Neupont OP, inkwizytor w Metz i Verdun (1421)
- Jean Brucelli OP, inkwizytor Besançon, Genewy, Sion, Verdun, Metz, Toul i Lozanny (ok. 1423)
- Ulric de Torrenté OP, inkwizytor Besançon, Genewy, Sion, Verdun, Metz, Toul i Lozanny (1424–1445)

Po śmierci Ulrica de Torrenté doszło do trwałego podziału prowincji na trzy okręgi: lotaryński (diecezje Metz, Toul i Verdun), archidiecezję Besançon oraz okręg frankoszwajcarski (diecezje Lozanny, Sionu i Genewy).

### Okręg„trzech biskupstw Lotaryngii”(diecezje Metz, Verdun, Toul)
- Jean d'Alisey OP (1453–1456)
- Nicolas Chassequi OP (1461)
- François Leclerc OP (1473)
- Pierre Liétard OP (1475 i ponownie 1503–1506)[9]
- Maurice OP (1488)
- Jean Fabri OP (1494)
- Mathieu Figuli OP (1509)
- Arnold OP (1511)

Prawdopodobnie w drugiej dekadzie XVI wieku doszło do dalszego podziału tego okręgu. W latach 20. XVI wieku każde z trzech lotaryńskich biskupstw miało własnego inkwizytora.

#### Trybunał w Metz
- Nicolas Savin OP (1519–1527)

#### Trybunał w Toul
- Didier Apis OP (1528–1547)[10]

#### Trybunał w Verdun
- Christophe d'Anchery OP (mianowany w 1520)
- Jean Beguinet OP (1540–1558)

### Okręg Lozanna-Genewa-Sion
Siedziba trybunału obejmującego swą jurysdykcją obszar trzech diecezji: lozańskiej, genewskiej oraz siońskiej, z główną siedzibą w Lozannie. Przez krótki czas, w latach 1472–1476, diecezja genewska stanowiła odrębny okręg.
- Pierre d'Aulnay OP (1446–1448)
- Henri Chouvet OP (1449–1450)
- Raymond de Rue OP (1451–1462)
- Victor Massanet OP (1462–1476)
- Claude Rup OP (inkwizytor Genewy 1472–1476, inkwizytor Genewy, Lozanny i Sionu w 1476)
- Thomas Gogat OP (1477–1482)
- Francois Grenet OP (1484–1486, 1487–1498)
- Antoine Penneti OP (1486–1487)

Na przełomie XV/XVI wieku doszło do trwałego podziału na okręgi Lozanny (wraz ze Sionem) oraz Genewy.

#### Trybunał w Lozannie
- Francois Palmier OP (1503–1504)
- Francois Fossaud OP (1529)

#### Trybunał w Genewie
- Jean-Baptiste Muser OP (1502–1513)
- Etienne de Geul OP (1527)

#### Trybunał w Annecy
Po 1532 trybunał genewski został przeniesiony do Annecy w związku ze zwycięstwem reformacji w Genewie:
- Amédée Lambert OP (1534–?)
- Louis De Bollo OP (1563–1566)
- François Papard OP (1566–1592)[11]
- Pierre Debollo OP (1605–1613)
- Bernardin de Charpenne OP (1613–1618)

### Archidiecezja Besançon
- Pierre de Cerney OP (udokumentowany w 1457)
- Philibert Vuillot OP (1459–1480)[12]
- Jean Grunyoris OP (mianowany w 1490)
- Jean Favel OP (do 1502)
- Etienne Marion OP (udokumentowany 1510–1516)
- Jean Boin OP (udokumentowany 1521–1529)
- Theobald Reynaldi OP (udokumentowany w 1554)
- Antoine Lancel OP (?–1568)

## Prowincja Prowansja
W tej prowincji, obejmującej obok Prowansji właściwej także Delfinat, część Sabaudii, dolinę Aosty, a okresowo także archidiecezję lyońską, działało z reguły dwóch inkwizytorów jednocześnie, ale brak wyraźnych wskazówek świadczących o jakimś stałym podziale tej prowincji pomiędzy nich:
- Guillaume Bertrand OFM (1263–1266)
- Maurin OFM (1264–1266)
- Guillaume de Saint-Marcel OFM (1303)
- Fortis OFM (1305)
- Jean de Verunis OFM (1312)
- Michel Le Moine OFM (1312–1328)
- Jacques Bernard OFM (1321)
- Guillaume Astre OFM (1322–1332)
- Jean de Bodis OFM, inkwizytor Marsylii (1330–1338)
- Guillaume de Montrond OFM (1333–1342)
- Guillaume Lombard OFM, inkwizytor w Awinionie (1336)
- Pierre Demonts OFM (1352–1356)
- Bernard Dupuy OFM (1359)
- Hugues de Cardillon OFM (1363–1365)
- Jean Richard, inkwizytor Embrun OFM (1363)
- Bernard de Bosquet OFM, inkwizytor-legat (1364)
- Etienne de Tegula OFM (1366)
- François Borel OFM (1371–1393)
- François Ausuyre OFM, inkwizytor w Awinionie (1387–1394)
- Antoine Alphandi OFM (1393–1419)
- Ponce Feugeyron OFM (1409–1434)
- Pierre Fabre OFM (1419–1437)
- Jean Voyle OFM (1441)
- Guillaume Maleville OFM (1445)
- André de Malvenda OF.M. (ok. 1450)
- Berard Tremoux OFM, inkwizytor Lyonu (1458)
- Barthelemy Agroffati OFM, inkwizytor Embrun (1459–1461)
- Jean Veylet OFM (1460–1484?)
- Jacques Brunenche OFM (1484–1486)
- François Plouvier OFM (1488–1498)
- Louis Chambonis OFM (1519–1528?)
- Jean de Roma OP (1528–1533)
- Desiderius Theodorici OFM, inkwizytor Aosty (1528-1557)
- Etienne Guibert OFM (1534)